# Цемники
Цемники (пол. Ciemniki, нім. Czemnik) — село в Польщі, у гміні Єжево Свецького повіту Куявсько-Поморського воєводства.
Населення — 180 осіб (2011).
У 1975-1998 роках село належало до Бидгощського воєводства.

## Демографія
Демографічна структура станом на 31 березня 2011 року:
|          | Загалом | Допрацездатний вік | Працездатний вік | Постпрацездатний вік |
| -------- | ------- | ------------------ | ---------------- | -------------------- |
| Чоловіки | 87      | 19                 | 61               | 7                    |
| Жінки    | 93      | 29                 | 45               | 19                   |
| Разом    | 180     | 48                 | 106              | 26                   |